# Fondazione Centro di studi storico-letterari Natalino Sapegno
La Fondazione Centro di studi storico-letterari Natalino Sapegno è stata creata per volontà della famiglia di  Natalino Sapegno con la Legge regionale (Valle d'Aosta) n. 33 del 23 agosto 1991. Tra gli obiettivi statutari: «favorire l’accesso dei giovani alle discipline umanistiche e creare le condizioni per un rapporto continuativo tra la ricerca storico-letteraria e la scuola», «promuovere gli studi e le ricerche nell’ambito delle letterature italiana e francese», «favorire lo scambio e la diffusione di informazioni nell’ambito culturale italiano ed europeo». Ha la sua sede nella Tour de l'Archet di Morgex. 

## Storia
La Fondazione è retta da un Consiglio di Amministrazione composto da quattro membri, uno dei quali con ruolo di presidente, nominati dalla famiglia Sapegno, dalla Giunta regionale della Valle d’Aosta, dal Rettore dell’Università di Roma “La Sapienza”. In passato un membro veniva nominato dall'Università di Torino. La Fondazione è stata presieduta, tra gli altri, da Carlo Ossola e Lionello Sozzi, e ha annoverato tra i membri del suo CDA Pietro Rossi, Walter Pedullà, Nicola Tranfaglia, Nuccio Ordine. La Fondazione si avvale di un Comitato Scientifico di cui hanno fatto parte studiosi quali Piero Boitani, Giorgio Inglese, Achille Tartaro, Agostino Lombardo, Aurelio Roncaglia, Nino Borsellino, Franca Angelini, Cesare Segre, Mario Pozzi, Luca Serianni.

## Attività
La Fondazione svolge attività di ricerca, formazione e animazione culturale. Tra le principali si ricordano il conferimento dei premi di storia letteraria intitolati a Natalino Sapegno e a Rosanna Bettarini, attribuiti, tra gli altri, a Lina Bolzoni, Teodolinda Barolini, Pietro Gibellini, Andrea Battistini, Gianfranco Ravasi, Peter Dronke, Vittorio Sermonti, Yves Bonnefoy, Claudio Magris, Marc Fumaroli, Francisco Rico, Jacqueline Risset, Jean Starobinski, Ezio Raimondi, Marco Santagata; la pubblicazione presso Nino Aragno Editore delle Lezioni e delle Opere di Natalino Sapegno; la cura della Biblioteca che conserva, oltre ai libri e all'archivio di Sapegno, quelli di Giulio Augusto Levi, Lea Ritter Santini e Sergio Solmi.